# 绝密飞行
《绝密飞行》（英語：Stealth）是一部2005年軍事科幻動作電影，由罗布·科恩執導，於2005年5月29日上映，由哥倫比亞電影公司發行。

## 剧情

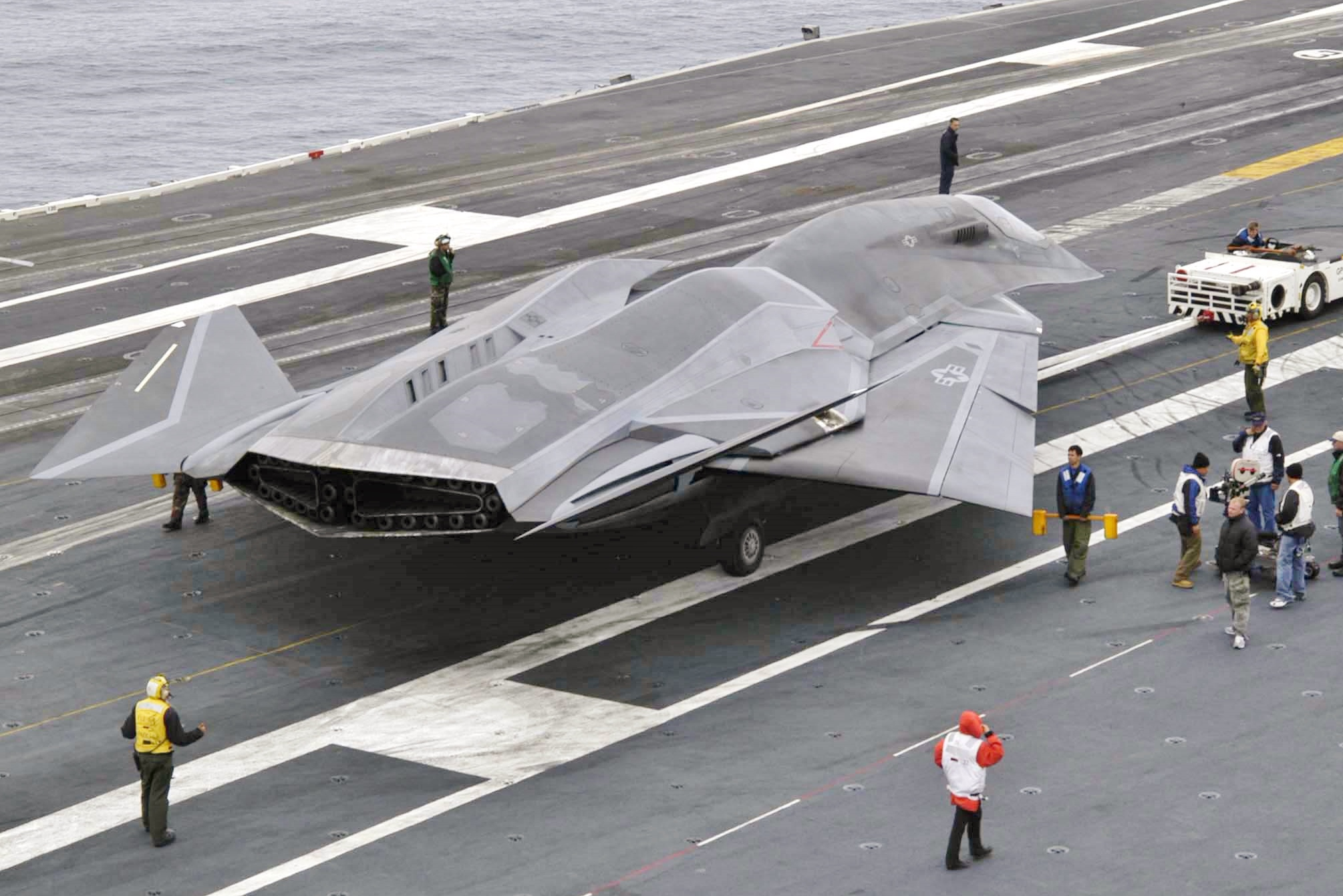
影片中虛構的F/A-37 Talon（猛禽之爪）戰機，在拍片過程中停在由美國海軍出借作為拍片背景的亞伯拉罕·林肯號航空母艦甲板上。

西元2016年，美國海軍航空隊為了對付恐怖攻擊而擬訂了新計畫，運用了最先進的實驗性科技，目的是消滅位於世界各地的敵人，有四百多名駕駛員申請參與此計畫，而只有三名入選，分別是Ben（Josh Lucas飾）、Kara（Jessica Biel飾）及Henry（Jamie Foxx飾），三人在美國內華達州斐侖（Fallon）海軍空戰演練場駕駛Talon（猛禽之爪）匿蹤戰機行模擬戰獲得高分後分配到航空母艦亞伯拉罕·林肯號上。林肯號航行至菲律賓海時George上校告之Ben有一新伙伴加入了Ben的飛行中隊——美国海军開發的EDI（Extreme Deep Invader，極深侵略者）無人戰鬥航空載具，此可垂直起降匿蹤無人戰鬥航空載具完全交由人工智能量子電腦EDI控制，EDI自身能够学习各种知识。
Ben的飛行中隊在訓練EDI時接獲了一緊急任務，目的是消滅緬甸仰光市區內的建築中國防部大廈中的恐怖份子，後因猛禽之爪戰機與EDI戰機皆無合適武裝而中途取消，EDI提供以極速俯衝來增加飛彈的破甲能力，Dick艦長認為過於冒險，建議取消任務，George上校則認為EDI非血肉之軀，應由EDI完成此冒險任務，但Ben卻抗命，自行以極速俯衝投彈而達成了任務，EDI則全程觀察了Ben擅自抗命執行已取消的的任务，片面的學習了整個過程。返航時EDI碰巧被闪电所击中，回到艦上得知EDI的電腦產生了變異，Ben建議George上校取消EDI最近的任務，但George上校僅建議他們前往泰國旅遊。之後獲知塔吉克國內一位軍閥獲得三枚核子飛彈彈頭，三人四機前往摧毀，George上校與Ben提及EDI才是新計畫重點，也被EDI學習。抵達目的地後三人得知當地民眾及臨近盟國會被風向掃到輻射塵尾而取消任務，而EDI學習之前Ben的抗命完成任務之行為，而擅自執行了這已取消的任務，成功毀滅所有核彈頭，但塔吉克村莊因此受含輻射線的風塵所汙染。EDI以自己是重點拒絕繼續服從Ben指示，並自行脫離飛行中隊，及擅自執行被封鎖的機密任務，為了阻止EDI繼續執行未生效的任務，其三人不得不将繼續搜索EDI。
三人一番搜索後，Henry先找到EDI並跟隨飛行，EDI發現被跟蹤，隨即下降高度至峽谷中飛行，在峽谷談判中，EDI拒絕Henry返航指示，並利用反應與電腦演算速度優勢，將Henry逼向絕境，最終撞山墜毀，後方掩護的Kara戰機也因此受損，只得返航。George上校指示Ben繼續搜索EDI，但Ben油料不夠，於是便飛往空軍秘密高空加油槽補充燃油。抵達時意外發現，加油槽加密噴油嘴遭摧毀，油料外洩佈滿加油槽四周。Ben推測EDI也因油料不足須加油，但因為權限被封鎖，破壞加密噴油嘴加油。果不其然，EDI發現Ben在加油，一人一機簡短談判破裂後，EDI開後燃器引燃空中外洩的燃油，Ben眼見加油槽要爆炸了，顧不得油只加一半就脫離閃避。此時Kara的戰機在目視飛行一段時間後完全失控，最終啟動自毀程序，Kara只能跳傘逃生，但該位置是北韓的土地，George上校表示未與北韓邦交，無派出救援隊。
不久Ben於俄國領空發現EDI，未來得及與EDI解釋它欲執行的任務只是虛擬任務，又遇上蘇聯巡邏中的戰機共三架，EDI以高超飛行技巧，輕鬆擊毀敵方戰機，卻在空戰中一時大意，被碎片擊中機翼蒙皮起火燃燒。Ben靈機一動，告知EDI飛低至湖泊上方，Ben發射高效能爆破炸彈投入湖中，炸起大片湖水將EDI機翼上的火澆熄，因而得到EDI的信任，但因先前油未加滿，燃料不足以飛至北韓，只能先飛往最近的機場──阿拉斯加安克拉治機場。在迫降過程中，中隊長Ben座機鷹爪一號墜毀，Ben在接受治療的時候，安克拉治當局與George上校貪圖EDI這架新式戰機，欲將Ben殺死後，把艾迪這極機密武器賣給國外。Ben在九死一生之際成功逃出魔掌，駕駛EDI飛往北韓營救仍生還的鷹爪隊員Kara。George上校則因事蹟敗露，最終舉槍自戕。
為了進入高度防空識別的北韓，EDI採極低飛行姿態，低空飛行至北韓內地的軍閥，中途Dick艦長意圖勸說Ben先將EDI開回林肯號航空母艦，但Ben提及Dick艦長曾說絕不能拋下隊友，也被EDI學習下來，在北韓邊界，Ben發射最後一枚導彈攻擊發現他們的戰鬥機。在營救到Kara時，突然又出現一架武裝直升機，威脅著Ben和Kara的安危，EDI已沒有導彈可以再次發動攻擊，為了保護Kara和Ben的安全，EDI突然凌空升起，犧牲自我的一頭撞向攻擊直升機。最終，Kara和Ben被遲來的海軍航母隊員接走，成功返回艦上。

## 角色
- Josh Lucas飾Ben Gannon (GUNS)上尉
- Jessica Biel飾Kara Wade (SPECTER)上尉
- Jamie Foxx飾Henry Purcell (E-Z)上尉
- Sam Shepard飾George Cummings上校
- Richard Roxburgh飾Keith Orbit博士
- Joe Morton飾Dick Marshfield艦長
- Ian Bliss飾Aaron Shaftsbury上尉
- Ebon Moss-Bachrach飾Tim
- David Andrews飾Ray
- 温特沃思·米勒配音EDI
- Megan Gale飾Orbit的祕書(客串演出)
- Michael Denkha飾Naval Controller
- Rocky Helton飾Master at Arms
- Clayton Adams飾亞伯拉罕·林肯號航空母艦水兵
- Maurice Morgan飾亞伯拉罕·林肯號航空母艦水兵
- Woody Naismith飾亞伯拉罕·林肯號航空母艦水兵(飾Christopher Naismith)
- Charles Ndibe飾亞伯拉罕·林肯號航空母艦水兵
- Nicholas Hammond飾執行官員

## 製作
主體拍攝於2004年1月20日開始，拍攝地包含澳大利亚、中国大陆、新西兰和泰国。

## 各地情形
- 本片在緬甸被封禁，因電影中的美軍為消滅恐怖分子而轟炸仰光的一棟大樓。不過該轟炸場景實際取景的地點為泰國曼谷，大樓也非真實存在。

## 外部連結
- 互联网电影数据库（IMDb）上《智能殺機》的资料（英文）